# Мордехай Мохіах

Мордехай бен Хаїм з Айзенштадта (івр. מרדכי בן חיים מאייזנשטאדט; 1650, Ельзас — 18 травня 1729, Пресбург), відомий як Мордехай Мохіах (івр. מרדכי מוכיח «Мордехай мораліст») — рабин, саббатіанський проповідник що проголосив себе месією.

## Житєпис
Народився в Ельзасі близько 1650 року.
Хоча саббатіанство втратило багатьох послідовників з прийняттям Шабтаєм Цві ісламу в 1666 році Мордехай Мохіах залишився вірним переконанню що Шабтай Цві є месією, а причини його переходу в іслам скриті в Кабалі. Після смерті Шабтая Цві у 1676-му році він підтримував виказану Натаном з Гази думку, що він не помер, а знісся до неба і повернеться через три роки аби завершити свою земну місію.
Пізніше вважав Шабтая Цві Месією з дому Йосефа, передвісником що має загинути у боротьбі та проголосив себе Месією з дому Давида, який має остаточно визволити людство. 
Через свої лідерські якості набув широкої популярності й в 1680 році на запрошення юдеїв Італії прибув до Риму де був прийнятий з почестями. Зрозумівши що подальше перебування в Італії вимагатиме від нього переходу у християнство та побоюючись переслідувань з боку інквізиції покинув Італію. Проповідуючи подорожував Австрією, Німеччиною та Польщею і, зрештою, повернувся до Угорщини, де жив до смерті в 1729 році.
Його син, Юда Льов Мохіах (пом. 7 грудня 1742, Пресбург), видатний талмудист, батько рабинів Давида Берліна та Ісаї Берліна.